# Tournoi d'ouverture du championnat du Paraguay de football 2022
Navigation
Tournoi précédent Tournoi suivant
Le tournoi d'ouverture de la saison 2022 du Championnat du Paraguay de football est le premier tournoi semestriel de la cent-vingt-sixième saison du championnat de première division au Paraguay. La saison est scindée en deux tournois saisonniers qui délivrent chacun un titre de champion. Les douze clubs participants sont réunis au sein d'une poule unique où ils affrontent leurs adversaires deux fois. À l’issue de la saison, un classement cumulé des trois dernières années permet de déterminer les deux clubs relégués en deuxième division.

## Déroulement de la saison
A cause de la pandémie de Covid-19 la saison passée s'est déroulée avec dix participants. Cette saison avec quatre promotions le championnat revient à douze participants comme en 2020.

## Qualifications continentales
Le vainqueur du tournoi d'ouverture est qualifié pour la Copa Libertadores 2023 avec le vainqueur du tournoi de clôture, deux autres places sont attribuées aux deux clubs les mieux classés dans le classement cumulé pour la phase de qualification. Les trois meilleurs clubs ne pouvant se qualifier pour la Copa Libertadores joueront la Copa Sudamericana 2023 et seront accompagnés par le vainqueur de la Coupe du Paraguay 2022.

## Les clubs participants
- Club Olimpia
- Cerro Porteño
- Club Libertad
- Club Guaraní
- 12 de Octubre FC
- Club Sol de América
- Club Nacional
- Guaireña Fútbol Club
- Club Sportivo Ameliano - Promu de D2
- Club General Caballero - Promu de D2
- Resistencia Sport Club - Promu de D2
- Tacuary FC - Promu de D2

## Compétition
Le barème utilisé pour établir le classement est le suivant :
- Victoire : 3 points
- Match nul : 1 point
- Défaite : 0 point

### Classement
| Rang | Équipe                   | Pts | J  | G  | N | P  | Bp | Bc | Diff |
| ---- | ------------------------ | --- | -- | -- | - | -- | -- | -- | ---- |
| 1    | Club Libertad            | 57  | 22 | 18 | 3 | 1  | 49 | 14 | +35  |
| 2    | Cerro PorteñoT           | 50  | 22 | 16 | 2 | 4  | 38 | 13 | +25  |
| 3    | Club Olimpia             | 43  | 22 | 14 | 3 | 5  | 41 | 23 | +18  |
| 4    | Club Guaraní             | 32  | 22 | 7  | 6 | 9  | 30 | 24 | +6   |
| 5    | Resistencia Sport Club P | 28  | 22 | 7  | 7 | 8  | 30 | 36 | -6   |
| 6    | Club Nacional            | 26  | 22 | 7  | 5 | 10 | 27 | 32 | -5   |
| 7    | Club Sol de América      | 25  | 22 | 6  | 7 | 9  | 20 | 28 | -8   |
| 8    | Guaireña Fútbol Club     | 23  | 22 | 5  | 8 | 9  | 21 | 26 | -5   |
| 9    | Club General Caballero P | 23  | 22 | 6  | 5 | 11 | 23 | 33 | -10  |
| 10   | Tacuary FC P             | 22  | 22 | 6  | 3 | 12 | 16 | 29 | -13  |
| 11   | Club Sportivo Ameliano P | 19  | 22 | 5  | 4 | 13 | 25 | 38 | -13  |
| 12   | 12 de Octubre FC         | 17  | 22 | 3  | 8 | 11 | 16 | 40 | -24  |

|  | Qualification pour la Copa Libertadores 2023.        |
|  | T : Tenant du titre P : Promu de División Intermedia |